# Ісаметовська сільська рада
Ісаме́товська сільська рада (рос. Исаметовский сельский совет) — муніципальне утворення у складі Ілішевського району Башкортостану, Росія. Адміністративний центр — село Ісаметово.

## Населення
Населення — 951 особа (2019, 1214 у 2010, 1414 у 2002).

## Склад
До складу поселення входять такі населені пункти:
| Населений пункт       | Населення, осіб (2002) | Населення, осіб (2010) |
| --------------------- | ---------------------- | ---------------------- |
| Зяйлево, присілок     | 201                    | 181                    |
| Ісаметово, село       | 811                    | 728                    |
| Тукай-Тамак, присілок | 152                    | 100                    |
| Турачі, присілок      | 250                    | 205                    |